# Азізур Рахман
Азізур Рахман (бенг. শাহ আজিজুর রহমান) (1925—1988) — політичний діяч Бангладеш, прем'єр-міністр країни у 1979—1982 роках. Разом із тим, був постаттю суперечливою, оскільки його підозрювали у співпраці з пакистанською армією під час боротьби за незалежність Бангладеш.

## Ранні роки
Азізур Рахман народився в окрузі Куштія, в Бенгалії (нині Бангладеш). Будучи студентом, Рахман приєднався до регіональної ланки Мусульманської ліги. Тут він виступав з про-пакистанських позицій, протиставляючи свої погляди ідеям бенгальського лідера Муджибура Рахмана та його Авамі Ліг, які виступали за надання більшої автономії Східному Пакистану.

## Війна за незалежність
З початком війни за незалежність Бангладеш Рахман підтримав пакистанські сили й засудив бенгальських націоналістів. У листопаді 1971 року він очолив пакистанську делегацію на засіданні ради ООН, де заперечив факт геноциду бенгальського народу з боку армії Пакистану. Після поразки Пакистану у війні в результаті вступу до неї індійських військ Рахман залишився в Пакистані. У повоєнний період було встановлено, що пакистанські військовики знищили у Бангладеш понад мільйон чоловік. Проте Рахман продовжував додержуватись власної точки зору.

## Повернення до Бангладеш
Після остаточного завершення визвольної війни Рахману дозволили повернутись до Бангладеш. Муджибур Рахман був його гарним другом і врятував у той час Азізура від в'язниці. Є дані, що під час перебування Рахмана під вартою Муджибур Рахман підтримував його родину матеріально..
Коли генерал-майор Зіаур Рахман став президентом країни, він дозволив Азізуру взяти участь у загальних виборах, за результатами яких призначив останнього на пост глави уряду. Окрім того, президент надав допомогу Азізуру в створенні Націоналістичної партії, яка перемогла на виборах 1978 року. Обох державних лідерів згодом вщент розкритикували за прийняття закону про амністію, який помилував убивць Муджибура Рахмана та легалізував державний переворот 1975 року. Після вбивства Зіаура Рахмана 1981 року Азізур залишився на посту прем'єр-міністра. Хоча на цій посаді його залишив і новий президент Абдус Саттар, їх обох було усунуто від влади в результаті військового перевороту під керівництвом генерала Ершада 1982 року.